# Лемаршаль, Грегори
Грегори́ Жан-Поль Лемарша́ль (фр. Grégory Jean-Paul Lemarchal; 13 мая 1983, Ла-Тронш, Франция — 30 апреля 2007, Париж, Франция) — французский певец.

## Биография

### Детство
Грегори Лемаршаль родился в городке Ла-Тронш, недалеко от Шамбери, регион Савойя в семье Пьера и Лоренс Лемаршаль, у него также была младшая сестра Лесли. В 20 месяцев у него обнаружили кистозный фиброз или иначе муковисцидоз — самое распространенное генетическое заболевание, которое влияет на легкие, печень, поджелудочную железу и кишечник. Но, несмотря на тяжёлую болезнь и осложнения на лёгких, он смог реализовать себя и подарить свой талант всему миру.
В детстве Грегори был активным ребёнком, занимался спортом, играл за баскетбольную команду и увлекался футболом. В 1995 году в возрасте 12 лет стал чемпионом Франции по акробатическому рок-н-роллу в своей возрастной группе. Родители Грегори всегда мечтали отдать сына в музыкальную школу, так как отмечали у него хороший голос и слух. Грег же хотел заниматься спортом и игнорировал все предложения поступить в музыкальную школу, намеренно фальшивил на прослушиваниях и всеми силами старался, чтобы его не взяли. С возрастом его интересы изменились.
Родители Грегори рассказывали: «Он наблюдал, как его друзья играют во дворе без него, а сам в это время вынужден был сидеть дома и проходить либо сеанс кинезитерапии, либо капаться антибиотиками. Приходилось проводить два или три раза в день по целому часу под капельницей, начинать все это с пяти тридцати утра, и так в течение минимум двух недель. Грегори отказывался от лечения и соглашался только тогда, когда ему было уже совсем невмоготу. Сеансы кинезитерапии он тоже терпеть не мог, особенно, когда ему казалось, что ему получше. Это было постоянным источником конфликтов между нами. Я приставала к нему: „Малыш, ты принял лекарства? Ты сделал ингаляции? Во сколько сегодня приходит кинезитерапевт?“ Жизнь была ему в тягость. Однажды его лечащий врач вызвал его, чтобы поговорить с глазу на глаз: „Грегори, не позволяй муковисцидозу решать за тебя. Только ты сам должен взять над ним власть и решать, когда тебе лечиться, а когда нет“».
Заболевание не позволило Грегори заняться спортом профессионально, и он решил связать свою судьбу со спортивной журналистикой. Но 12 июля 1998 года эти планы изменились. В тот вечер сборная Франции по футболу выиграла Чемпионат мира, а Грегори проиграл пари отцу, по условиям которого он должен был спеть в караоке во время ближайших каникул. Несколько дней спустя в городке Аржелес-сюр-мер Грегори выполнил условия пари с отцом, исполнив «Je m’voyais déjà» Шарля Азнавура. Все, кто присутствовал при его выступлении, были поражены его голосом. Только увидев реакцию других людей, а не только своих родителей, Грегори поверил, что у него есть талант. Тесситура Грегори была очень высокой — 4 октавы. Огромное музыкальное влияние на становление Грегори как певца оказали Селин Дион, Шарль Азнавур, Серж Лама.
С этого момента Грегори вместе с отцом начинают выступать на различных музыкальных мероприятиях своего округа, где Грегори довольно скоро приобретает популярность. Но на этом он не останавливается: так, Грегори принял участие в местных телевизионных конкурсах Tremplin des étoiles в 1999 году и передачах Graines de Stars в 1999 году.
Он настолько увлёкся музыкой, что даже бросил школу в предпоследнем классе. Он много работал над техникой исполнения, брал уроки.

### Star Academy, карьера и творчество
В 2003 году он успешно проходит кастинг в мюзикл «Адам и Ева» на роль Адама. Мюзикл проходит по многим городам Франции и даже выпускает сингл. Но в Париже выступлений не было.
Летом 2003 года во время кастинга к мюзиклу «Belles, belles, belles» Грегори успешно прошёл конкурс на роль, которую ему предложили продюсеры и начал репетиции. Но так как проект имел финансовые затруднения, участие в нём не состоялось. Именно в это время завязывается дружба Грегори с певцом Патриком Фьори и композитором Брисом Даволи.
В 2003 году Грегори отправился на новый кастинг, на программу «Nouvelle Star» (российский телепроект — «Народный Артист»), где, простояв несколько часов на морозе, не смог показать всю красоту своего голоса и не был выбран жюри.
Конец 2003 года и начало 2004 года были для Грегори непростыми. Он рассказывал: «Я вёл достаточно жалкий образ жизни в тот период. Ложился в три утра, вставал в полдень, по вечерам ходил развлекаться с друзьями. Я видел, что у меня ничего не получается, и совсем распустился. Я не узнавал сам себя. И всё больше отдалялся от своих целей».
Однако летом 2004 года проект «Star Academy» (российский аналог — «Фабрика звёзд») осуществлял набор в 4-й сезон своих программ. Оставалось одно вакантное место, продюсеры искали красивый мужской голос и Брис Даволи оказал содействие в организации прослушивания. На этот раз жюри не смогло устоять перед музыкальным талантом Грегори.
В сентябре 2004 года стартовал четвёртый сезон телепроекта «Star Academy» на канале TF1. Болезнь Грегори накладывала определённые ограничения, и организаторы согласились на исключения и некоторые уступки в его занятиях. В каждом своём выступлении он совершенствовал своё вокальное мастерство и завоевывал симпатии зрителей. Одним из самых проникновенных было признано исполнение им песни «SOS d'un terrien en detresse» из знаменитой рок-оперы «Стармания». Коллеги по конкурсу и зрители наградили Грегори прозвищем Маленький Принц. Диапазон голоса в 4 октавы прекрасно сочетался с великодушием, обаянием и искренностью молодого исполнителя. Он сочетал в себе фантастическую энергетику, талант, редкостные бойцовские качества и огромную любовь к людям. Грегори излучал внутренний свет, искренность, добро и почти всегда улыбался. Поклонники называли Грегори Акробатом Голоса — так он виртуозно пел без видимых для зрителей усилий. И что бы он ни пел — его исполнение всегда отличалось романтизмом, чувственностью и предельной искренностью.
22 декабря 2004 года стал победителем четвёртого сезона французской «Star Academy», став первым в истории проекта победителем-мужчиной. За него проголосовало по разным оценкам от 80 до 86 % телезрителей. Рейтинговое количество телезрителей достигло 8,9 миллионов человек, что составило 39,4 % зрительской аудитории.
18 апреля 2005 года вышел его первый альбом «Je deviens moi» («Я становлюсь собой»), который записан при участии композитора Ивана Кассара. Этот альбом дебютировал под № 1 на французских чартах и в короткие сроки был продан в количестве около 300000 экземпляров. В течение нескольких месяцев благодаря таким композициям в его исполнении как "Écris l’histoire" и "Je suis en vie" альбом становится платиновым.
В январе 2006 года получает одну из самых престижных премий — «Открытие года» на NRJ Music Awards, а с 9 по 26 мая 2006 года с большим успехом гастролирует по Франции, Бельгии и Швейцарии с небольшим перерывом из-за операции по удалению аппендицита.
29, 30 и 31 мая проходят концерты в легендарной «Олимпии». Так как билеты были распроданы задолго до концерта, был организован дополнительный концерт 24 июня. Настоящим открытием для поклонников таланта стало совместное исполнение песни «What You're Made of» с певицей Люси Сильвас, которая быстро достигла вершин ТОП чартов.
В конце 2006 года резко начинает давать о себе знать болезнь. В январе 2007 года он заявляет, что вынужден сделать паузу из-за плохого здоровья. Несмотря на этот уход, был запланирован второй альбом, а 30 марта певец поёт «Vivo per lei» c Элен Сегара.

### Смерть

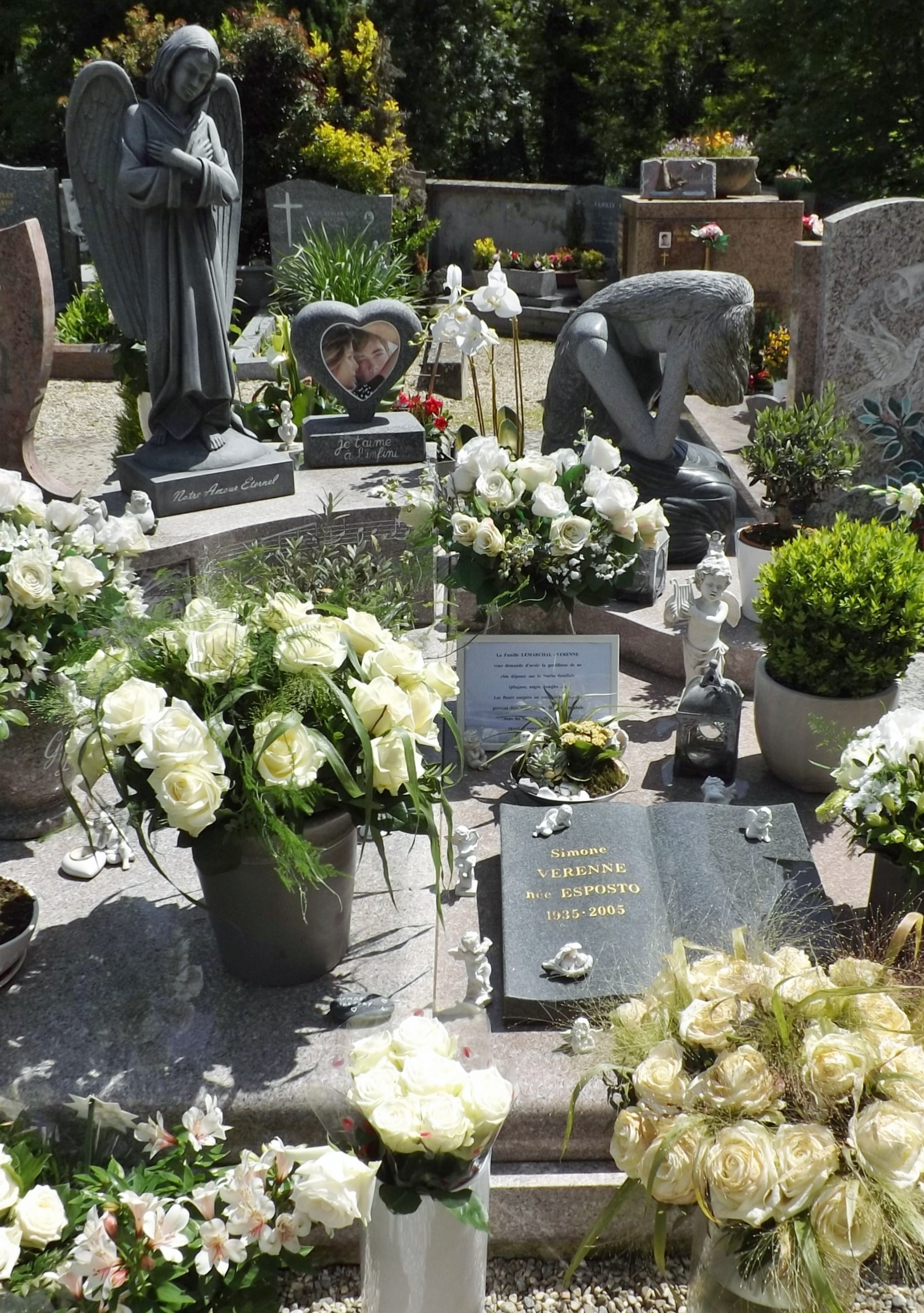
Sépulture Grégory Lemarchal (Sonnaz)

В феврале 2007 года состояние здоровья певца серьёзно ухудшается, ему требуется пересадка лёгких. 2 апреля 2007 года его госпитализируют в больницу Foch. По одной из версий Грегори сам отказался от пересадки («пересадка органов могла лишить его голоса, и он выбрал сцену, а не жизнь», — рассказывал врач, который его лечил), и это решение стало роковым. Из книги его матери Лоранс Лемаршаль «Под твоим взглядом», напротив, следует, что он до последнего боролся за жизнь и ждал пересадку, но донорских лёгких не нашлось.
Находясь в больнице, Грегори дал обещание после своего выздоровления бороться с муковисцидозом.

Также 28 апреля 2007 г. он сделал заявление для своих друзей и фанатов:
«Дорогие грегорьянцы, ещё никогда в жизни я не отправлял вам сообщение с такой болью, как сейчас. Действительно, самой большой радостью 2007 года для меня был бы этот концерт 16 июня, этот „вечер друзей“, который я хотел провести для вас, который я с таким вдохновением придумывал и создавал для вас, чтобы поблагодарить за вашу постоянную поддержку и чтобы подарить вам немного счастья — того счастья, которое вы дарите мне каждый день на протяжении вот уже трёх лет. Но, к сожалению, в данный момент состояние моего здоровья не позволяет мне реализовать этот проект, который мне был настолько дорог. Врачи настоятельно рекомендуют или даже скорее заставляют меня взять вынужденную паузу как минимум на 3 месяца, чтобы пройти курс лечения и поправиться. У меня разрывается сердце, мне безумно горько, но я вынужден отложить нашу с вами встречу и перенести её на неопределенный срок, примерные даты которого я сообщу вам позже.
Команда фан-клуба в ближайшее время объяснит вам, как можно будет вернуть деньги за билеты на концерт. Конечно же, я постараюсь продолжить давать вам весточки о себе, и знайте, что мне как никогда необходимы ваша поддержка и любовь.
Я вас люблю.
Грегори».
В воскресенье, 29 апреля вечером, он был помещён в искусственную кому, с его согласия и согласия семьи, чтобы облегчить страдания и боль в ожидании пересадки. Внезапно через четыре часа после госпитализации 30 апреля 2007 года в 13-00 его не стало из-за осложнений муковисцидоза, что вызвало настоящее потрясение во всей Франции.
Его отпевание состоялось в соборе Святого Франциска Сальского в Шамбери 3 мая 2007 года. Похоронен на кладбище родного городка Сонназ в Савойе. На похоронах, кроме родных и близких, присутствовали практически все люди из телевидения и шоу-бизнеса, которые оказали большое влияние на развитие его таланта, более пяти тысяч поклонников прибыли в Шамбери в день его похорон, чтобы засвидетельствовать своё почтение.

### Посмертная карьера
Грегори стал автором более 30 текстов на различные темы — темы, которые были ему близки, и которые являлись неотъемлемой частью его существования, его личности и его самых сокровенных надежд. Грегори надеялся, что сможет предложить эти тексты поклонникам в своем втором альбоме, работу над которым он начал с огромным рвением. В марте 2007 года он записал композицию «De temps en temps», которая затем вошла в его посмертный альбом «La voix d’un ange» («Голос ангела»).
Чуть позже — в альбоме «Rêves» («Мечты»), вышедшем 16 ноября 2009 года — вышли и другие песни авторства Грегори: «Tu Prends» и «Je Rêve». Уже была написана музыка на его стихи «Et si tu sens» и «Elles», но судьба не дала ему времени записать эти две композиции. К остальным текстам Грегори не успел написать музыку.
По данным организации ifop.com за 2007 год альбомы Грегори Лемаршаля были проданы в следующих количествах:

«La Voix D’UN Ange» 604 000 экземпляров;

«Je Deviens Moi» 272 000 экземпляров;

«Олимпия 2006» 112 000 экземпляров;

«Les Pas D’UN Ange» 52 000 экземпляров.

Общим тиражом 1 040 000 копий, что позволило ему стать певцом № 1 среди мужчин во Франции в 2007 году.
Посмертный альбом «La voix d’un ange» в 2008 году получил платиновую награду от IFPI за 1 миллион проданных копий в Европе.
Песня «De Temps EN Temps» принесла Грегори посмертную награду имени Винсента Скотто от организации «SOCAN», общества композиторов, авторов и музыкальных издателей Канады.

### Ассоциация «Association Grégory Lemarchal», борьба с муковисцидозом и мероприятия в дань уважения к Грегори
За неполные 24 года Грегори Лемаршаль успел сделать столько, сколько другие не успевают сделать и за несколько жизней. И даже смерть этого талантливого юноши помогала людям. Его родители приняли решение продолжать борьбу. «Я не позволю моему сыну уйти просто так», — сказала мама Грегори. После его смерти, родители Грегори — Лоранс и Пьер поклялись продолжить борьбу с муковисцидозом. Вечером 4 мая 2007 года во время трёхчасовой передачи о Грегори на канале TF1 было собрано свыше 6 млн 800 тысяч евро пожертвований, а записавшихся в доноры оказалось столько же, сколько за весь предыдущий год. При этом рейтинговое количество телезрителей передачи составило 47,3 % (10,5 млн.человек). Средства идут на финансирование исследований в области муковисцидоза, а также ремонт больниц и специализированных отделений.
Ассоциация донорства органов для пересадки Франции отметила по итогам телемарафона, посвященного Грегори выдающееся увеличение запросов на карту донора до 53411 запросов за месяц (в мае 2007 года), что эквивалентно запросам за весь 2006 год (54 130 запросов).
7 июня 2007 года была официально зарегистрирована Ассоциация против муковисцидоза имени Грегори Лемаршаля — «Association Grégory Lemarchal».
В ноябре 2007 года сестра Грегори Лемаршаля — Лесли опубликовала книгу «Мой брат — артист» с большим количеством фотографий (Издательство Мишель Лафон), все права на которую были переданы «Association Grégory Lemarchal».
В том же году 28 декабря 2007 при открытии нового сезона «Star Academy» его память была почтена всеми участниками, вся первая часть программы была посвящена Грегори и борьбе с муковисцидозом. Кроме того было собрано ещё около 6,3 млн евро пожертвований в фонд «Association Grégory Lemarchal».
После специального прайма Стар Академи 7, посвященного Грегори:

«— Пьер, Лоранс, вот уже 24 года вы боретесь с муковисцидозом, вы прошли через все это с вашим ребёнком — скажите, действительно ли возможно покончить с этой болезнью? Реально ли это?» — спросил Никос после репортажа.
«— Да, это возможно», — ответил Пьер, «— Да, это реально. Сил больше нет смотреть, как они страдают. Мы продвигаемся, прогресс есть, но не так быстро, как хотелось бы — нам все ещё очень сильно не хватает средств. И я хочу рассказать вам маленькую историю о последнем пребывании Грегори в больнице. Однажды я вывез его подышать где-то в час ночи, потому что в апреле было невыносимо жарко и только ночью он мог дышать… И вот он сидел в своём инвалидном кресле с кислородной маской на лице, и на минутку приподнял маску, чтобы сказать мне… помните дерево, которое только что показали в репортаже? Так вот, он посмотрел на это дерево, и сказал мне: „Смотри, папа, это мой лес“. У меня внутри всё просто перевернулось от его слов… Зелень, воздух, телевизоры, пространство в палатах, чтобы семья могла оставаться на ночь, велосипеды, чтобы тренировать дыхание — существует столько разных вещей, которые необходимо сделать, которые необходимо улучшить. И именно поэтому мы сегодня здесь, это одна из основных целей нашей „Ассоциации“, и в ответ на твой вопрос, Никос — да. Да, мы добьёмся этого, я в этом не сомневаюсь»
В октябре 2009 года Лоренс Лемаршаль публикует книгу «Под твоим взглядом» (Издательство Мишель Лафон), в которой она рассказывает историю борьбы своего сына против этой страшной болезни.
После его кончины семьёй Грегори был выигран суд против Фредерика Мартина, комика, который был оштрафован на 4 000 евро, включая 2000 в качестве возмещения морального ущерба за упоминание о Грегори по названию его болезни «Муковисцидоз» — как победителя «Star Academy» по развлекательному каналу национального телевидения.
19 июня 2012 на сцене «Олимпии» в Париже, по итогам 5 лет работы «Association Grégory Lemarchal», около двадцати известных артистов устроили благотворительный концерт в честь Грегори.
3 января 2013 , участники «Star Academy» предыдущих сезонов и дебютанты программы почтили память Грегори коллективным исполнением его песни «Écris l’histoire».
В августе 2013 года, команда знаменитостей участвовала в телешоу «Форт Боярд» на канале France 2 для сбора средств на благотворительность и собрала более 18 тыс.евро для «Association Grégory Lemarchal».
16 августа в 8:55 вечера на французском канале TF1 транслировался организованный совместно с организацией Association Grégory Lemarchal благотворительный концерт, посвященный 10-летию открытия таланта Грегори на проекте «Star Academy». Вёл концерт Никос Алиагас. На концерте прозвучали песни, связанные с Грегори, в исполнении таких французских артистов как: Дженифер, Мика, Лерой, Янник Ноа, Люси Бернардони, Марк Лавуан, Патрик Фьори, Тина Арена, Патрик Брюэль, Калоджеро; поделились своими воспоминаниями: Матьё Гонет, Алексия Ларош-Жубер, Никос Алиагас, Карин Ферри.
4 сентября 2014, каналом D8 запланирован показ документального фильма в память о Грегори.
2 января 2015, Карин Ферри, участвуя во французском аналоге «Кто хочет стать миллионером?», выиграла 24,000 евро в пользу «Association Grégory Lemarchal»

## Грегорианцы в России
30 апреля 2007 года Грегори Лемаршаль проиграл свой последний бой муковисцидозу — тяжелой генетической болезни, затрагивающей органы дыхания и пищеварения, которой он был болен с самого рождения.
Известие о гибели Грегори повергло его поклонников по всему миру в шок и в бесконечную грусть. Но именно желание справиться с этой парализующей болью и чувством несправедливости стало для грегорианцев дополнительным стимулом: они объединили усилия и делают все от них зависящее, чтобы Грегори-артист продолжал жить, и чтобы его талант оставался с нами вечно. И история Грегори действительно жива, как никогда — в частности, она продолжается в рамках Ассоциации по борьбе с муковисцидозом, которая носит его имя, его голос и его образ.
Не только во Франции, но и в России после смерти Грегори развернулось волонтёрское движение по борьбе с муковисцидозом. Стали выходить репортажи по телевидению, появилось много информации в Интернете. Грегорианцы участвуют в различных благотворительных акциях, пропагандируют творчество Грегори, помогая другим людям. Ежегодно проводятся встречи. На рождественских посиделках российского сообщества поклонников Грегори молодые люди готовят поздравления для семьи Лемаршаль и делают подарки. На специально организованных встречах в кинотеатре в Москве можно посмотреть запись концерта 2006 года из зала Олимпия.